# Parc des sports Marcel-Michelin
El Parc des Sports Marcel Michelin és un estadi creat el 1911 a Clarmont d'Alvèrnia, i té una capacitat de 16 000 seients. És propietat de l'ASM Clermont Auvergne i acull tots els partits a casa del club al Campionat de França de rugbi a 15. També va ser seu de la final de la Copa del Món de Rugbi del 2006, que guanyà la selecció francesa.
Porta el nom de Marcel Michelin en honor del fundador i primer president de Michelin, SA (encara que per als partits de rugbi se l'anomena Montferrand ASM Clermont-Auvergne). La capacitat original es va incrementar a 16.000 seients el 2008. A la sortida dels jugadors del vestidor hi ha un cartell que indica el nombre de partits guanyats a l'estadi. El partit número 1.000 guanyat a la màxima categoria, des de l'any 1925, va ser el 16 de desembre del 2006 contra l'Arix Viadana) a l'European Challenge (resultat final: 57-29). Durant la temporada 2011-2012 la capacitat d'espectadors s'amplià a 18.500. Hom pot accedir a l'estadi per mitjà del tramvia.